# Play at High Level
Play at High Level è l'album di debutto della band italiana Small Jackets.
L'album è prodotto dalla etichetta Go Down Records , che notò il gruppo esibirsi in un concerto live nel 2003.

## Tracce
1. Raunch 'n' Roll
2. Tell Me Baby
3. I Don't Know Why
4. No More Time
5. Extra Miles
6. Jones Comin' Down
7. Stop This Fucking Bore
8. If You Stay
9. Let's Start Playing